# Calhypnorna amoena
Calhypnorna amoena är en kackerlacksart som beskrevs av Henri de Saussure och Leo Zehntner 1893. Calhypnorna amoena ingår i släktet Calhypnorna och familjen småkackerlackor.
Artens utbredningsområde är Panama. Inga underarter finns listade.